# Накамура, Сёта
Сёта Накамура (англ. Shota Nakamura; яп. 中村 奨太; род. 2 сентября 1993 года, Япония) — японский конькобежец; Участник зимних Олимпийских игр 2018 года, чемпион и серебряный призёр зимних Азиатских игр, 4-кратный чемпион и 6-кратный призёр чемпионата Японии.

## Карьера
Сёта Накамура вырос в посёлке Абира и в раннем детстве тренировался под руководством своего отца Такуи Накамуры, который был конькобежцем и работал тренером клуба конькобежного спорта университета Хосэй. Его старшие братья Сюнсукэ и Хаято также были конькобежцами. Он начал кататься на коньках в возрасте 6-ти лет в Томакомай, когда учился в начальной школе Хаякита. С 2006 года участвовал в соревнованиях средних школ в префектуре Хоккайдо, а с 2007 года принимал участие в чемпионате Японии среди юниоров. 
В феврале 2010 года он выиграл Всеяпонский чемпионат среди юниоров, а следом и среди взрослых в классическом многоборье. В марте дебютировал на чемпионате мира среди юниоров. В декабре 2010 года Накамура второй раз подряд стал чемпионом Японии в многоборье. В феврале 2011 года на зимних Азиатских играх в Астане завоевал золотую медаль в командной гонке. После игр Сёта дебютировал на чемпионате мира в классическом многоборье в Калгари без особого успеха. А вот на финском чемпионате мира среди юниоров завоевал бронзу в командной гонке.
В 2012 году, когда учился в средней школе Комадай Томакомай он получил работу в "Loginet". После окончания средней школы он некоторое время катался на коньках в Норвегии. В 2013 году вновь стал бронзовым призёром в командной гонке на чемпионате мира среди юниоров. В октябре 2013 года стал чемпионом Японии в забеге на 1500 м, а в конце декабря 2013 года он не смог квалифицироваться на олимпиаду в Сочи, выиграв в забеге на 1500 м, но показав слабый результат 1:49,02 сек. В январе 2014 года Сёта выиграл чемпионат Азии на дистанции 1500 м. Сезон 2014/15 он провёл довольно слабо и не показывал хороших результатов.
Сезон 2015/16 начал со 2-го места в забеге на 1500 м и 3-го в сумме многоборья на чемпионате Японии, а в феврале 2016 года на чемпионате мира на отдельных дистанциях в Коломне занял 5-е место в масс-старте и 7-е в командной гонке. В марте на чемпионате мира в классическом многоборье занял 12-е место. В октябре 2016 года на Всеяпонском чемпионате он установил рекорд Японии на дистанции 1500 м со временем 1:46,26 сек. А за день до этого занял 3-е место в забеге на 5000 м. В ноябре Сёта впервые попал на подиум Кубка мира, заняв 3-е место в командном спринте на 2-м этапе в Нагано, а в декабре на 3-м этапе в Астане впервые занял 2-е место в забеге на 1500 м и взял золото в командной гонке. 
В феврале 2017 года на чемпионате мира на в Канныне занял лучшее 5-е место в командной гонке, а следом на зимних Азиатских играх в Саппоро завоевал серебряную медаль в командной гонке и занял 4-е место в беге на 1500 м. На чемпионате мира в классическом многоборье в Хамаре поднялся на 8-е место. В начале декабря на этапе Кубка мира в Калгари Сёта вместе с партнёрами занял 2-е место в командной гонке преследования. В 2018 году на своих первых зимних Олимпийских играх в Пхёнчхане занял 5-е место в командной гонке и 24-е в беге на 1500 м. В марте 2018 года на чемпионате мира в классическом многоборье в Амстердаме Накамура занял 20-е место, не пробившись в финальную восьмёрку.
В марте 2018 года на 6-м этапе Кубка мира в Минске Накамура финишировал 2-м в масс-старте и 3-м в командной гонке. Следующие три сезона включая сезон 2021/22 он не показывал хороших результатов на национальных соревнованиях. 

## Награды
- 2008 год - получил спортивную премию Хоккайдо за поощрение в Японии.
- 2010 год - получил спортивную премию Хоккайдо в Японии.
- 2010 год - награжден наградой за выдающиеся достижения от Федерации конькобежного спорта Японии.

## Личная жизнь
Сёта Накамура обучался в Университете Комадзавы. Увлекается чтением, караоке, компьютерными играми.